# دبریدمان
دِبریدمان (به فرانسوی: Debridement) به برش، برداشت یا حذف یک بخش از بافت مرده، عفونی‌شده یا صدمه‌دیده از بدن بیمار، به منظور تسریع روند جایگزینی یا ترمیم طبیعی در بافت سالم اطراف آن و بهبود در آن قسمت گفته می‌شود. دبریدمان می‌تواند به صورت جراحی (برش توسط تیغ)، توسط اتولیز (به کمک آنزیم) یا شیمیایی (با استفاده از دارو) انجام گیرد. دبریدمان در بدن نباید با دبریدمان در دندانپزشکی که به مفهوم حذف و از بین بردن پلاک و جرم رسوب شده در دهان و بین دندان و لثه است، اشتباه گرفته شود. در دبریدمان دندانپزشکی از دستگاه اولتراسونیک یا مسواک یا مواد شیمیایی مانند آب اکسیژنه برای حذف جرم استفاده می‌شود.

## روش‌ها
دبریدمان به چهار روش انجام می‌شود که بنا به نیاز، دخالت پزشکی در مورد بیمار در نظر گرفته می‌شود.

### دبریدمان اتولیز
در این روش به بدن اجازه داده می‌شود که توسط آنزیم‌های خود به هضم و نابودی بافت مرده و مرطوب نگه داشتن آن اقدام کند و به انحلال اِسکار و جای زخم بپردازد. این روش در زخم‌ها و جراحت‌های درجه ۳ و درجه ۴ مناسب است. از اشکالات دبریدمان اتولیز می‌توان به زمان طولانی در بهبود و خطر عفونی شدن اشاره نمود.

### دبریدمان آنزیمی
به تقلید از بدن و به وسیلهٔ آنزیم‌های شیمیایی می‌توان به درمان نکروز پرداخت. در زخم‌های با نکروز بزرگ مناسب است.

### دبریدمان مکانیکی
یا همان روش سنتی خیس کردن زخم و نکروز و بعد برداشتن بخش مردهٔ پوست.

### دبریدمان توسط جراحی
در مواقعی که نکروز بسیار گسترده باشد و روش‌های فوق به علت عملی نبودن و خطر عفونی شدن وجود داشته باشد، توسط پزشک و پس از انجام بی‌حسی موضعی اقدام به برش بافت مرده و حذف آن می‌گردد. این روش مؤثر ولی دردناک (برای بیمار) و هزینهٔ زیادی از قبیل مواد و ابزار مصرفی دارد.